# Ferrari 599 SA Aperta
La Ferrari SA Aperta est la version cabriolet de la 599 GTO du constructeur italien Ferrari.

## Présentation
Présentée en avant-première au Mondial de l'automobile de Paris, en octobre 2010, elle est produite et commercialisée en 2011. Seuls 80 exemplaires ont été créés.
La SA Aperta est produite par Pininfarina, pour les 80 ans de la célèbre entreprise de design, son appellation SA est en référence à Sergio et Andrea Pininfarina. Elle est équipée du V12 de 6,0 L développant 670 ch et de la boîte de la 599 GTO. Cette voiture ne possède pas de toit, mais une capote de secours qui peut être clipsée en cas d'averse.
Lors de sa présentation, la totalité des quatre-vingt exemplaires avaient déjà été vendue lors d'évènements privés (concours d'élégance, etc.).